# Paolo Emilio Regolo
Paolo Emilio Lepido, noto anche come Paolo Emilio Regillo e Paolo Emilio Paulli f. Regillo  (latino: Paullus Aemilius Paulli f. Regulus o Regillus; Roma, ca. 15 a.C. – Roma, ...), è stato un politico romano, figlio di Lucio Emilio Lepido Paolo, console suffetto nel 34 a.C.

## Biografia

### Origini familiari
Regolo era figlio di Lucio Emilio Lepido Paolo e di Claudia Marcella minore, a sua volta figlia di Gaio Claudio Marcello e Ottavia minore e quindi nipote dell'imperatore Augusto
Dal precedente matrimonio di suo padre, Regolo aveva due fratellastri (Lucio e Marco) e una sorellastra (Emilia Paola, moglie di Lucio Munazio Planco).
Nacque tra il 15 ed il 14 a.C. Il padre morì poco dopo la sua nascita e la madre si risposò con Marco Valerio Messalla Appiano. Regolo è nato e cresciuto a Roma.

### Carriera politica
La carriera politica di Regolo ebbe inizio negli anni dell'imperatore romano Augusto e proseguì durante il principato di Tiberio. Sotto entrambi servì come questore. Durante il regno di Tiberio (14-37), Regolo fu uno dei comites dell'imperatore, un legato imperiale e proconsole di una provincia. Secondo delle iscrizioni, Regolo era patrono di Sagunto. Il nome di sua moglie è ricordato come Marcella Paulli.